# Burgberg (Striegistal)
Der Burgberg ist ein Geländesporn über dem linken Ufer der Freiberger Mulde an der Nord-Ost-Grenze von Marbach, Landkreis Mittelsachsen, 2 km westlich des Klosters Altzella.

## Lage
Der Burgberg liegt links der Freiberger Mulde, unweit der Mündung des Marienbaches in die Freiberger Mulde.

## Beschreibung
Der Burgberg ist ein nach drei Seiten steil abfallender schmaler, mehr als 100 m langer Felssporn, der nach Südosten in eine sich verbreiternde sanft ansteigende Hochfläche übergeht. Zwischen dem Felssporn und der Hochfläche befindet sich ein Abschnittsgraben. Der Zugang zum Felssporn wird durch einen auf diesem aufgeschütteten Erdhügel erschwert.
In der ersten Hälfte des 12. Jahrhunderts befand sich auf dem Felssporn eine Höhenburg. Abschnittsgraben und Erdhügel sind Reste ehemaliger Befestigungsanlagen.
Der Name Burgberg wie auch der Name der auf dem gegenüberliegenden Mulde-Ufer befindlichen Burgmühle wurden wie auch der Flurname die Große Burgwiese durch den Volksmund überliefert. Urkundliche Nachweise über die Existenz einer Burg an dieser Stelle existieren nicht.
Archäologische Ausgrabungen fanden auf dem Bodendenkmal bisher nicht statt.

## Geschichte
Nördlich der Freiberger Mulde lag von Slawen locker besiedeltes Land, das fruchtbare Mittelsächsische Lößhügelland, der Südausläufer der Lommatzscher Pflege.
Südlich der Mulde befand sich der unbesiedelte Grenzwald Miriquidi. der sich bis zum Erzgebirgskamm erstreckte. 
Die Entstehung der Burganlage und deren Niedergang fallen in die Zeit der mittelalterlichen Ostsiedlung im 12. Jahrhundert. Das erschließt sich aus Keramik-Lesefunden, die in das 11. bis 13. Jahrhundert datiert werden. Spätestens 1185, wahrscheinlich schon deutlich früher existierte die Anlage nicht mehr. Das lässt sich aus einer Grenzbeschreibung des Klosters Altzella schließen, in der eine unmittelbar an der nördlichen Grenze des Klosterterritoriums liegende Burg mit Sicherheit erwähnt worden wäre.
Es liegt ein Zusammenhang nahe mit dem urkundlich belegten Benediktinerkloster Alte Zelle, wenige Kilometer weiter südlich im Zellwald.